# Copa Sub-20 de la COSAFA
La Copa Sub-20 de la COSAFA es el torneo de fútbol a nivel de selecciones juveniles de África del Sur, el cual es organizado por la COSAFA y todas las federaciones miembro del organismo pueden participar en él.

## Historia
El torneo fue organizado por primera vez en 1983, donde su primer campeón fue Zambia, quien es también el máximo ganador del torneo con 12 títulos.

## Palmarés
| Año          | Sede        | Campeón    | Final Resultado | Subcampeón |
| ------------ | ----------- | ---------- | --------------- | ---------- |
| 1983         |             | Zambia     |                 |            |
| 1985         | Suazilandia | Zimbabue   |                 |            |
| 1986         | Malaui      | Zambia     | 1:0             | Zimbabue   |
| 1988         | Botsuana    | Zimbabue   | 2:1             | Zambia     |
| 1990         | Lesoto      | Zimbabue   | Liga            | Lesoto     |
| 1993         | Suazilandia | Zambia     | 1:0             | Zimbabue   |
| 1995         | Lesoto      | Zambia     | 1:0             | Sudáfrica  |
| 1997         | Botsuana    | Zambia     | 2:0             | Zimbabue   |
| 1999         | Sudáfrica   | Zambia     | 2:0             | Sudáfrica  |
| 2000         | Sudáfrica   | Sudáfrica  | 1:0             | Angola     |
| 2001         | Sudáfrica   | Zimbabue   | 0:0 (5:3 pen.)  | Angola     |
| 2002         | Sudáfrica   | Zimbabue   | 1:0             | Angola     |
| 2003         | Sudáfrica   | Zambia     | 4:0             | Malaui     |
| 2004         | Sudáfrica   | Sudáfrica  | 5:4             | Zambia     |
| 2005         | Sudáfrica   | Madagascar | 1:0             | Lesoto     |
| 2006         | Sudáfrica   | Sudáfrica  | 2:1             | Zambia     |
| 2007         | Sudáfrica   | Zimbabue   | 3:0             | Sudáfrica  |
| 2008         | Sudáfrica   | Sudáfrica  | 3:2             | Mozambique |
| 2009         | Sudáfrica   | Zambia     | 1:0             | Sudáfrica  |
| 2010         | Botsuana    | Zambia     | 4:1             | Namibia    |
| 2011         | Botsuana    | Zambia     | 2:1             | Angola     |
| 2013         | Lesoto      | Sudáfrica  | 2:0             | Kenia      |
| 2015         |             |            | Cancelado       |            |
| 2016         | Sudáfrica   | Zambia     | 2:1             | Sudáfrica  |
| 2017         | Zambia      | Sudáfrica  | 2:1             | Lesoto     |
| 2018         | Zambia      | Sudáfrica  | 1:1 (4:3 pen.)  | Zimbabue   |
| 2019         | Zambia      | Zambia     | 3:0             | Sudáfrica  |
| 2020 Detalle | Sudáfrica   | Mozambique | 1:0             | Namibia    |
| 2022 Detalle | Suazilandia | Zambia     | 1:0             | Mozambique |
| 2024 Detalle | Mozambique  | Sudáfrica  | 2:0             | Zambia     |
| 2025 Detalle | Namibia     | Sudáfrica  | 3:0             | Malaui     |

## Títulos por país
En cursiva, se indica el torneo en que el equipo fue local.
| Equipo     | Campeón                                                                          | Subcampeón                             |
| ---------- | -------------------------------------------------------------------------------- | -------------------------------------- |
| Zambia     | 13 (1983,1986, 1993, 1995, 1997, 1999, 2003, 2009, 2010, 2011, 2016, 2019, 2022) | 4 (1988, 2004, 2006, 2024)             |
| Sudáfrica  | 9 (2000, 2004, 2006, 2008, 2013, 2017, 2018, 2024, 2025)                         | 6 (1995, 1999, 2007, 2009, 2016, 2019) |
| Zimbabue   | 6 (1985, 1988, 1990, 2001, 2002, 2007)                                           | 4 (1986, 1993, 1997, 2018)             |
| Mozambique | 1 (2020)                                                                         | 2 (2008, 2022)                         |
| Madagascar | 1 (2005)                                                                         | 0                                      |
| Angola     | 0                                                                                | 4 (2000, 2001, 2002, 2011)             |
| Lesoto     | 0                                                                                | 3 (1990, 2005, 2017)                   |
| Namibia    | 0                                                                                | 2 (2010, 2020)                         |
| Malaui     | 0                                                                                | 2 (2003, 2025)                         |
| Kenia      | 0                                                                                | 1 (2013)                               |